# تشارلز أنتوني
تشارلز أنتوني (بالإنجليزية: Charles Anthony)‏ هو مغني ومغني أوبرا أمريكي، ولد في 15 يوليو 1929 في نيو أورلينز في الولايات المتحدة، وتوفي في 15 فبراير 2012 في تامبا في الولايات المتحدة بسبب قصور كلوي.

## وصلات خارجية
- تشارلز أنتوني على موقع IMDb (الإنجليزية)
- تشارلز أنتوني على موقع ميوزك برينز (الإنجليزية)
- تشارلز أنتوني على موقع ديسكوغز (الإنجليزية)
- تشارلز أنتوني على موقع قاعدة بيانات الفيلم (الإنجليزية)